# Habenaria szechuanica
Habenaria szechuanica är en orkidéart som beskrevs av Rudolf Schlechter. Habenaria szechuanica ingår i släktet Habenaria och familjen orkidéer. Inga underarter finns listade i Catalogue of Life.